# Erhvervshus Midtjylland
Erhvervshus Midtjylland er en regional organisation dedikeret til at fremme og styrke erhvervslivet i Midtjylland-regionen i Danmark. Organisationen spiller en afgørende rolle i at skabe vækst, innovation og bæredygtig udvikling for virksomheder i området. Gennem en bred vifte af services og initiativer fungerer Erhvervshus Midtjylland som en uvurderlig partner for både nystartede virksomheder og etablerede industrier.
Erhvervshus Midtjylland (tidligere Væksthus Midtjylland) er et af Danmarks seks erhvervshuse, og blev etableret som led i Folketingets lov om erhvervsfremme, der blev vedtaget den 13. december 2018.
Erhvervshus Midtjylland har til formål at understøtte og styrke det lokale erhvervsliv i hele Midtjylland gennem målrettede ressourcer, sparring og netværksmuligheder. Organisationens mission er at bidrage til vækst og konkurrenceevne for virksomheder i regionen ved at levere skræddersyede løsninger, der imødekommer individuelle behov og udfordringer.